# Giá trị (kinh tế học)
Giá trị là một khái niệm trừu tượng, là ý nghĩa của sự vật trên phương diện phù hợp với nhu cầu của con người. Tạm thời có thể xem giá trị kinh tế của sự vật liên quan mật thiết đến ba mặt chính yếu của nhu cầu là sản xuất, tiêu thụ, sở hữu, của chủ thể kinh tế ở bất kỳ cấp bậc nào (cá nhân, công ty, nhà nước, toàn thế giới).
Các sự vật có khả năng thỏa mãn nhu cầu con người ở dạng đơn lẻ, riêng biệt, nhưng giá trị của chúng được liên kết lại thành hệ thống thông qua sự tương tác của các nhu cầu chính yếu nói trên.

## Khái niệm
Giá trị của hàng hoá là một thuộc tính của hàng hoá, đó chính là lao động hao phí của người sản xuất để sản xuất ra nó đã được kết tinh vào trong hàng hoá. Để hiểu khái niệm này, phải đi từ sự trao đổi và giá trị trao đổi.
Giá trị trao đổi là một quan hệ về số lượng, là tỉ lệ theo một giá trị sử dụng loại hàng hoá này được trao đổi với một giá trị sử dụng khác. Ví dụ 1 m vải có thể đổi được 4 kg gạo. Gạo và vải, tại sao lại trao đổi được với nhau, hơn nữa lại trao đổi được theo một tỉ lệ nhất định như vậy, rõ ràng nó phải có một cơ sở chung, đó không phải là giá trị sử dụng của chúng vì vải và gạo có giá trị sử dụng hoàn toàn khác nhau, cái chung đó là cả vải và gạo đều là sản phẩm của lao động, do lao động (thời gian lao động và công sức lao động) được chứa đựng trong hàng hoá, đó chính là cơ sở giá trị của hàng hoá.
Đây là khái niệm được khẳng định trong các giáo trình kinh tế chính trị. Nếu xét nó trên quan điểm của trường phái hiệu dụng biên thì vẫn đạt được lý lẽ hoàn chỉnh. Theo đó, đối tượng chung của nhu cầu có trong các cá nhân khác nhau vẫn đảm bảo cơ sở cho trao đổi. Ví dụ: nhu cầu ăn và mặc có trong hai cá nhân A và B, trong lúc A sở hữu áo và B sở hữu gạo thì nhu cầu chung kia sẽ tạo tiền đề cho trao đổi, tỷ lệ trao đổi tùy thuộc rất nhiều yếu tố: vị thế, độ bức xúc nhu cầu, thói quen tâm lý, quy định xã hội v.v., vì thế tỷ lệ trao đổi sẽ là ngẫu nhiên nhưng mang tính ổn định nhất định.

## Phân biệt
Cần phân biệt giữa giá trị với Giá trị sử dụng, Giá trị trao đổi và Giá cả.
Karl Marx cho rằng sản phẩm lao động mang giá trị sử dụng và giá trị tiềm năng - phần giá trị của sản phẩm dôi dư mà cá thể tạo ra chúng nhưng không tiêu thụ hết. Khi tham gia vào quá trình trao đổi giá trị sử dụng giãn rộng ra phần giá trị tiềm năng và tạo thành giá trị trao đổi. Có thể hiểu rằng, giá trị trao đổi vẫn chỉ là giá trị sử dụng trong quy mô xã hội, ở đó diễn ra sản xuất hàng hóa và trao đổi hàng hóa.  
Giá trị sử dụng được biểu hiện bằng tiền nếu xã hội áp dụng định chế tiền tệ, đó là giá cả. Xuất phát từ đây ý nghĩ về quy luật giá trị, hay là "giá cả xoay quanh giá trị". Có thể suy ra rằng sự chênh lệch giữa giá trị và giá cả chính là phần giá trị tiềm năng. Như vậy phạm trù giá trị không chỉ thu hẹp trong phạm vi trao đổi vì giá trị tiềm năng chưa thuộc quan hệ trao đổi. Nghĩa là không thể phân định được ranh giới giữa giá trị kinh tế, theo Marx K. và những nhà kinh tế học cổ điển khác, và giá trị nói chung.

## Định lượng
Định lượng giá trị là vấn đề quan tâm của các nhà nghiên cứu kinh tế lý thuyết. Các nhà kinh tế chính trị cổ điển và Marx K. cho rằng tính chất chung của giá trị xuất phát từ lao động. Giá trị lao động được đo bằng thời gian lao động. Giá trị của hàng hóa là lượng lao động trung bình cần thiết để sản xuất hàng hóa đó. Tuy nhiên lý thuyết này không giải thích được giá trị của tài nguyên, yếu tố chưa liên quan đến lao động.
Trường phái hiệu dụng biên cho rằng cơ sở giá trị của sản phẩm là tính ích dụng và sự khan hiếm. Tính ích dụng đối với từng cá nhân và ở những thời điểm, hoàn cảnh khác nhau cũng khác nhau. Nhờ vào lý thuyết cận biên trong toán học được lập ra ở cuối thế kỷ XIX, các nhà nghiên cứu của trường phái này đã giải thích  hoàn chỉnh  nguồn gốc giá trị của hàng hóa. Tuy nhiên học thuyết này cũng gặp phải sự phê phán khi bỏ qua vai trò của lao động trong việc tạo ra giá trị.
Lý thuyết hiện đại về giá trị giải quyết những vướng mắc trong định lượng giá trị bằng cơ chế cung-cầu. Đó là đóng góp của Alfred Marshall với nguyên lý cung cầu của ông. Tuy nhiên học thuyết này dựa trên tiên đề về "sự cân bằng kinh tế" mà hiện nay nhiều nhà nghiên cứu ngờ vực, có hai loại định nghĩa về giá cả đó là
- Giá cả là người mua trả cho người bán để được quyền sở hữu sản phẩm dịch vụ
- Giá cả là khoản thu nhập mà người bán nhận được khi tiêu thụ một loại sản phẩm dịch vụ.

Theo chế độ kế toán IVSC giá cả là số tiền được đưa ra yêu cầu đối với một loại sản phẩm dịch vụ. Giá trị thị trường là số tiền trao đổi ước tính về tài sản tại thời điểm thẩm định giá giữa một bên là người  bán sẵn sàng bán với một bên là người mua sẵn sàng mua, sau một quá trình tiếp thị công khai, mà tại đó các bên hành động khách quan, hiểu biết và không bị ép buộc. Giá trị phi thị trường là số tiền ước tính một tài sản dựa trên việc đánh giá yếu tố chủ quan của giá trị nhiều hơn là dựa vào khả năng có thể mua bán trên thị trường